# Prusci
Prusci (szerbül: Прусци), falu Bosznia-Hercegovinában, Bosanska krajina területén, Novi Grad községben, a Szerb Köztársaságban. 

## Fekvése
Bosznia-Hercegovina nyugati részén, Banja Lukától légvonalban 63, közúton 80 km-re északnyugatra, községközpontjától légvonalban 12, közúton 21 km-re északkeletre fekvő dombvidéken, 280 – 420 méteres tengerszint feletti magasságban fekszik. Több, kis településből áll.

## Népessége
| Nemzetiségi csoport | Népesség 1991 | Népesség 2013 |
| ------------------- | ------------- | ------------- |
| Szerb               | 352           | 195           |
| Bosnyák             | 0             | 0             |
| Horvát              | 1             | 2             |
| Jugoszláv           | 3             | 0             |
| Egyéb               | 0             | 0             |
| Összesen            | 356           | 197           |

## Története
A település 1878-ig tartozott az Oszmán Birodalomhoz, ekkor a berlini kongresszus határozata alapján az Osztrák-Magyar Monarchia része lett. 1879-ben az első osztrák-magyar népszámlálás során a Kostajnicai járáshoz tartozó Dobrila község részeként a településnek 69 háztartása és 401 ortodox szerb lakosa volt.1910-ben a Novi járásba tartozó községben 115 háztartást és 845 ortodox szerb és 3 muszlim lakost találtak.
A monarchia szétesésével 1918-ben előbb a Szerb-Horvát-Szlovén Királyság, majd 1929-től a Jugoszláv Királyság része. 1921-ben a községnek 126 háztartása és 876 lakosa volt. Jugoszlávia megszállása után a falu a Független Horvát Állam (NDH) része lett. 1945-től a település a szocialista Jugoszlávia része volt. A Bosznia-Hercegovinában zajló polgárháború idején a település a Boszniai Szerb Köztársaság része volt. A daytoni békeszerződést követő területfelosztásnál a település, Novi Grad község részeként a Szerb Köztársaság területéhez került. 